# Бранко Растислалић
Бранко Растислалић (умро 1352.) је био српски владар у области Подунавља, са центром у Браничеву и Кучеву.

## Породица
Бранко је припадао породици Растислалића. Српском народу није било познато лично име Растислав све до 19. века. Корелатив имену Растислав у руском језику је Ростислав. Један Ростислав у другој половини 13. века као представник угарске власти. Имамо и Ростислава Михаиловића, зета угарског краља Беле IV, који је као први мачвански бан владао од 1254. до 1262. године. Наследила га је удовица Ана којој је папа Урбан IV потврдио посед 1264. године. Када је српски краљ Урош напао Мачву 1267/8. године, на власти се налазио Бела Ростиславић, син Ростислава и Ане. Умро је 1272. године. Седам година касније мачвански бан био је Егидиј, а од 1280. до 1284. године Угрин. Синови Беле, као и његовог брата Михаила, изгледа да су остали у истим крајевима и након 1284. године када је Мачва припала краљу Драгутину који ју је добио од таште Јелисавете. Област Мачве је била под српском влашћу, али и под одређеним вазалитетом Угарске. Изгледа да су Ростиславови потомци били вазали и српског и угарског краља. Успон ове породице у српској држави постепено је растао јер се средином 14. века Брајко, Бранко и Раосав јављају међу првим саветницима Душана. Њихова имена показују да је дошло до потпуног посрбљавања ове угарскоруске породичне лозе. Поседи Растислалића на северу граничили су се са бановином Николе Горјанског Старијег, а на југоистоку са поседима Николе Алтомановића.

## Биографија
Растислалићи се први пут помињу у повељи цара Душана Которанима из 1351. године која је сачувана у препису. Међу сведоцима се, поред кесара Гргура, Алтомана, Војислава, кнеза Вратка, челника Обрада, војводе Марка, помињу и Растислалићи, браћа Радован и Бранко. Према Мавру Орбину, због сукоба у лову између Вуковића и Растислалића убијен је Бранко Растислалић. Вук, који га је убио, склања се у Угарску, али се касније измирио са рођацима убијеног и вратио се на српски двор. Добио је од цара Уроша многе поседе, укључујући и Рудине. Убио га је, међутим, један од Растислалића 1359. године. Из овога се може закључити да је Бранко Растислалић умро за живота цара Душана, а после 1351. године, када се појављује као сведок у повељи Котору. Вуковићи су имали поседе око Рогатице што приближава поседе Растислалића Дрини. Бранка је наследио син Радич Бранковић.

## Новац
Новац са натписом "слуга Бранко" пронађен је у две оставе: у остави Лазу, која је је похрањена између 1331. и 1371. године и у депоу Падина, који је склоњен 1375. године. Динари слуге Бранка тежи су од динара било ког поданика цара Уроша изузимајући которски новац. С. Душанић је датирао ковање овог новца у период четрдесетих и почетак педесетих година 14. века. Новац слуге Бранка један је од првих који су ковани од стране феудалних господара. Настао је још за живота цара Душана. Димитријевић је дао могућност да је новац ковао Бранко Младеновић (родоначелник Бранковића), али се та претпоставка може одбацити јер је новац кован четрдесетих година на северу Србије док је Бранко Младеновић управљао Охридом.